# Condado de Sibley
El condado de Sibley (en inglés: Sibley County), fundado en 1853 y con nombre en honor al general Henry Hastings Sibley, es un condado del estado estadounidense de Minnesota. En el año 2000 tenía una población de 15.356 habitantes con una densidad de población de 10 personas por km². La sede del condado es Gaylord.

## Geografía
Según la oficina del censo el condado tiene una superficie total de 1555 km² (600,4 mi²), de los que 1525 km² (588,8 mi²) son tierra y 30 km² (11,6 mi²) (1,96%) son agua. Gran parte de la ribera del río Rush se encuentra en este condado que tiene numerosos lagos.

## Condados adyacentes
- Condado de McLeod - norte
- Condado de Carver - noreste
- Condado de Scott - este
- Condado de Le Sueur - sureste
- Condado de Nicollet - sur
- Condado de Renville - noroeste y oeste

### Principales carreteras y autopistas
- U.S. Autopista 169
- Carretera estatal 5
- Carretera estatal 15
- Carretera estatal 19
- Carretera estatal 22
- Carretera estatal 25
- Carretera estatal 93

## Demografía
Según el censo del 2000 la renta per cápita media de los habitantes del condado era de 41.458 dólares y el ingreso medio de una familia era de 48.923 dólares. En el año 2000 los hombres tenían unos ingresos anuales 31.002 dólares frente a los 22.527 dólares que percibían las mujeres. El ingreso por habitante era de 18.004 dólares y alrededor de un 8,10% de la población estaba bajo el umbral de pobreza nacional.

## Ciudades y pueblos
- Arlington
- Gaylord
- Gibbon
- Green Isle
- Henderson
- Le Sueur †
- New Auburn
- Winthrop
- Faxon

### Municipios
- Municipio de Arlington
- Municipio de Alfsborg
- Municipio de Bismarck
- Municipio de Cornish
- Municipio de Dryden
- Municipio de Grafton
- Municipio de Green Isle
- Municipio de Henderson
- Municipio de Jessenland
- Municipio de Kelso
- Municipio de Moltke
- Municipio de Nuevo Auburn
- Municipio de Severance
- Municipio de Sibley
- Municipio de Transit
- Municipio de Washington Lake